# ذهان الحيض

رسم تخطيطي للدورة الشهرية (بناء على عدة مصادر مختلفة).

ذهان الحيض هو مصطلح يصف بِدء وجيز ومفاجئ لحالة ذهانية مسببها الدورة الشهرية، وغالبًا ما تظهر أعراضه في المرحلة الأخيرة من الطور الأصفري قبل الحيض مباشرة. تكون الأعراض المرتبطة بها حادة وقد تشمل الهذيان أو الهوس أو البكم. لا يعترف أغلب الأطباء النفسيون بهذه المتلازمة على أنها حالة خاصة.
إن تفاقم متلازمة ما قبل الحيض هو ما يؤدي إلى إثارة أو سوء الحالات المحددة عادةً خلال المرحلة الأخيرة من الطور الأصفري في الدورة الشهرية. وقد تشمل الأعراض الذهان. فتبين أن على ما يقرب من 40% من النساء اللاتي يبحثون عن علاج لاضطراب مزعج سابق للحيض ليس يعانون منه، بل يعانون من تفاقم متلازمة ما قبل الحيض مسببها اضطراب مزاجي، مثل اضطراب ثنائي القطب. وهناك العديد من الاختلافات الجنسية في الفصام، وهي حالة يمكن أن تأثر الدورات الشهرية للنساء بشكل ملحوظ في مستويات الأعراض الذهانية.
الذهان الحلقي هو نوع من الذهان الذي يظهر لفترة قصيرة ويختفي ثم يظهر مرة أخرى بصورة دورية. ويوجد بشكل أساسي عند النساء.
الاضطراب الذهاني الوجيز هو نوع من الذهان الذي يظهر  لمدة أسبوع أو أقل في كل مرة، ولا يمكن للحالات المحددة  تفسير وجوده. ويظهر  بمعدل أكثر مرتين في النساء من الرجال، وبمعدل أكثر في النساء في الولايات المتحدة. وفي إحدى الحالات التركية الموثقة جيدًا، تبين أن شخصًا ما قد تم تشخيصه في البداية بهذا الاضطراب من الأفضل أن يوصف بمعاناته من «الاضطراب الذهاني ما قبل الحيض».
قد تأثر الحالة الخاصة التي تدعى «ذهان الحيض» في حوالي 1 من كل 10.000 امرأة. فاعتبارًا من عام 2005، تم الإبلاغ عن 80 حالة فقط من حالات «ذهان الحيض» في المنشورات العلمية وقام أطباء القرن التاسع عشر تشخيص أغلبهم.
ومع ذلك، يعاني ما يقدر بنحو 1 إلى 3% من النساء في سن الإنجاب من تفاقم متلازمة ما قبل الحيض مسببها اضطراب مزاجي.

## التعريف
كما قام إيان بروكينغتون بتعريفه، «ذهان الحيض» هو نوع نادر من الاضطراب النفسي الشديد، ومن خصائصه ما يلي:
- بدء مفاجئ للأعراض عند شخص لم يعاني منها من قبل.
- ظهور الأعراض لفترة زمنية قصيرة، ثم الشفاء التام.
- ظهور أعراض ذهانية التي قد تشمل الارتباك أو الهلوسة، أو البكم والذهول، أو الأوهام أو  حالة من الهوس. يختلف هؤلاء عن متلازمة سابقة للحيض أو اضطراب مزعج سابق للحيض (المرحلة الأخيرة من الطور الأصفري) أو  اضطراب الدورة الشهرية المزاجي.
- ظهور الأعراض في النَظْم مع الدورة الشهرية.

يشارك «ذهان الحيض» سمات سريرية مع، ويظهر بشكل مماثل لذهان ما بعد الولادة. اقترح الباحثان ديوكارس وبروكينغتون أن الهبوط المفاجئ لمستويات الإستروجين في المخ قد تكون المحفز لكلا الحالتين. ووجد الأخرون صلة مماثلة.
في أغلب الحالات، تكون الصورة السريرية في ضمن طيف ثنائي القطب، ولكن يعاني البعض من سمات الذهان الحلقي أو  الكاتونية. يعاني الأقلية من سبب عضوي، ويمكن أن يوجد مُتَفاوِت مرتبط بصعوبة في التعلم. يعاني حوالي ثلث من بَدْء خلال منتصف الدورة ويعاني ثلثان خلال المرحلة الأخيرة من الطور الأصفري.

## علم الوبائيات
يطابق 3 إلى 8% من النساء اللاتي يكونون في سن الإنجاب معايير اضطراب مزعج سابق للحيض. تبين أن ما يقرب من 40% من النساء اللاتي يبحثن عن علاج لاضطراب مزعج سابق للحيض لا يعانون منه، بل يعانون من تفاقم متلازمة ما قبل الحيض مسببها اضطراب مزاجي.
لم تذكر الحالة الخاصة «ذهان الحيض» بشكل غير اعتيادي، حيث اعتبارًا من عام 2005 لم يتم الإبلاغ إلا عن 80 حالة فقط في المنشورات العلمية وتوجد أدلة غير كاملة على 200 حالة أخرى.
يوجد بعض الأدلة في علاج ذهان الحيض التي تشير إلى فعالية البروجستيرون والكلوميفين والهرمون المنشط للدرقية.
وتم استخدام الإستروجين بشكل فعال كعلاج مساعد للنساء اللاتي يعانون من الفصام. فغالبًا ما تنخفض مستويات الإستروجين لدى النساء في الأيام التي تسبق الحيض. وفي بعض الحالات التي لم يساعد العلاج بالمؤثرات العقلية الذهان، أدى العلاج بالهرمونات إلى تعافي كامل. وفي حالة أخرى، كان العلاج بالهرمونات ناجحًا دون المحاولة بالعلاج بالمؤثرات العقلية. فيبدو أن الاستعداد الوراثي للمرأة للحالات الذهانية يدير تأثير الإستروجين داخل الجسد.
يعتقد البعض أن الإستروجين لديه تأثير يقلل من إفراز الدوبامين شبيه للأدوية مضادة الذهان، ويقوم أيضًا بتعديل مستويات السيروتونين. ويعتقد أخرون بأن مستويات الإستروجين ليس لها تأثير مباشر في الأعراض الذهانية، ولكنه يحسن المزاج، والذي بدوره يمكن أن يحد من الذهان.
أظهرت دراسات أجريت على الحيوانات أن لدى الإستروجين خصائص مضادة الدوبامين، مما تحفز النمطية وتطيل من نوبات التخشب. فمثل مضادات الذهان، يزيد الإستروجين من كثافة مستقبلات الدوبامين ويحد من تطور الحساسية المفرطة لمستقبلات الدوبامين.
وتبين أن التطبيق الموضعي للإستروجين في قرن آمون عند الفئران يمنع إعادة امتصاص السيروتونين. وعلى العكس من ذلك، تبين أن التطبيق الموضعي للإستروجين يمنع قدرة الفلوفوكسامين على إبطاء تصفية السيروتونين، مما يشير إلى أن نفس المسارات المشاركة في مثبطات استرداد السيروتونين الانتقائية قد تتأثر أيضًا بمكونات مسارات إشارة الإستروجين الموضعي.